# Kamīz
Kamīz (persiska: Kemīz, کمیز, Kūmīz, Kambīz) är en ort i Iran.   Den ligger i provinsen Khorasan, i den nordöstra delen av landet, 500 km öster om huvudstaden Teheran. Kamīz ligger 1 360 meter över havet och antalet invånare är 787.
Terrängen runt Kamīz är huvudsakligen kuperad, men österut är den bergig.Runt Kamīz är det ganska glesbefolkat, med 29 invånare per kvadratkilometer. Närmaste större samhälle är Davarzan, 16,5 km väster om Kamīz. Trakten runt Kamīz består i huvudsak av gräsmarker.